# Wendy van Eijk-Nagel
W.P.J. (Wendy) van Eijk-Nagel (Maarheeze, 14 februari 1973) is een Nederlands politica namens de VVD. Ze is sinds 6 december 2023 lid van de Tweede Kamer der Staten-Generaal. 
Hiervoor was ze van 31 mei 2018 tot 24 november 2023 wethouder van de gemeente Weert, waar ze van 27 maart 2014 tot haar wethouderschap gemeenteraadslid was. Daarnaast was ze van 29 maart tot 7 september 2023 lid van de Provinciale Staten van Limburg. In 2023 stond ze op plaats 17 van de kandidatenlijst voor de Tweede Kamerverkiezingen van 22 november, wat hoog genoeg was om verkozen te worden.

## Privé
Van Eijk-Nagel is getrouwd en heeft twee kinderen, een zoon en een dochter.
Thierry Aartsen · Bente Becker · Harry Bevers · Martijn Buijsse · Eric van der Burg · Thom van Campen · Rosemarijn Dral · Wendy van Eijk-Nagel · Ulysse Ellian · Silvio Erkens · Peter de Groot · Jacqueline van den Hil · Roelien Kamminga · Arend Kisteman · Daan de Kort · Claire Martens · Wim Meulenkamp · Ingrid Michon-Derkzen · Queeny Rajkowski · Judith Tielen · Hester Veltman-Kamp · Aukje de Vries · Christianne van der Wal · Dilan Yeşilgöz
- Parlement.com: vm6bhwjpr1y7